# No Shame (5 Seconds of Summer)
No Shame è un singolo del gruppo musicale australiano 5 Seconds of Summer, pubblicato il 5 febbraio 2020 come terzo estratto dal quarto album in studio Calm.
Il brano è stato scritto da Happy Perez, Michael Clifford, Donna Lewis, Ashton Irwin, Andrew Watt, Ali Tamposi, Luke Hemmings e Calum Hood.

## Video musicale
Il video musicale è stato pubblicato il 5 febbraio 2019 attraverso il canale YouTube del gruppo.

## Tracce
1. No Shame – 3:10

## Classifiche
| Classifica (2020) | Posizione massima |
| ----------------- | ----------------- |
| Australia         | 63                |
| Belgio (Fiandre)  | 83                |
| Irlanda           | 56                |
| Nuova Zelanda     | 6                 |
| Regno Unito       | 68                |
| Stati Uniti       | 112               |